# M.M.M.
Az M.M.M. Borlai Gergő dobos harmadik nagylemeze, amely 2010. február 21. jelent meg egy lemezbemutató koncerttel együtt az A38 nevű állóhajón.

## Története
2008 decemberében Norbert Saemann, a Meinl dobcég munkatársa, meghívta Borlai Gergőt a Frankfurt Musikmess-re, hogy bemutassa a cég dobfelszereléseit. Erre az alkalomra Borlai írt pár számot, amire rádobolhatott, s végül egy albumnyi anyag gyűlt össze. 2009. augusztus 5-én Borlai bejelentette a fórumán, hogy másnap feljátssza új lemezének a dobtémáit.
Pár nappal a bejelentés után kiderült, hogy augusztus 7. a Pannónia stúdióban játszotta fel a dobtémákat az akryl dobjával, a többi hangszer pedig „a világhálónak köszönhetően került feljátszásra”, két ember kivételével: Kaltenecker Zsolt és Lukács Péter. Az albumot Scott Kinsey keverte, illetve játszott fel egy billentyűszólamot, s Borlai szerint az utóbbi évek legnagyobb inspirációjaként hatott rá. A keverést Kinsey saját házi-stúdiójában végezte el, a lemez anyagát pedig merevlemezen adta oda, illetve kapta vissza Borlai.
Az album végül 2010. február 21-én jelent meg a lemezbemutató koncerten, amely az A38 nevű állóhajón került megrendezésre, ahol a belépők ingyen megkapták a lemezt.

## Közreműködők
- Borlai Gergő – dob
- Scott Kinsey – producer
- Lukács Péter, Tátrai Tibor, Sipeki Zoltán – gitár
- Matthew Garrison, Gary Willis, Barabás Tamás, Giret Gábor, Papesch Péter – basszusgitár
- Scott Kinsey, Kaltenecker Zsolt, Oláh Tzumo Árpád – billentyűs hangszerek
- Fekete Kovács Kornél – trombita